# Sævar Atli Magnússon
Sævar Atli Magnússon (født 16. juni 2000 på Island), er en islandsk fodboldspiller (angriber), der spiller for Lyngby Boldklub.

## Klubkarriere
Sævar Atli Magnússon har tidligere spillet for Leiknir Reykjavík og Breiðablik. Han fik kontrakt med Lyngby d. 5. august 2021.

## Landsholdskarriere
Sævar Atli Magnússon har spillet for flere islandske ungdomslandshold: Island U/17, Island U/18, Island U/19, Island U/21, samt for Island's førstehold.